# 甘旗卡站
甘旗卡站（汉语拼音字母：Ganjig Ortoo）位于中华人民共和国内蒙古自治区通辽市科尔沁左翼后旗甘旗卡镇，是一个大郑铁路、甘库铁路和新通客运专线上的铁路车站，建于1927年，目前为三等站，目前客运：办理旅客乘降；行李、包裹托运；货运：办理整车、零担、装箱货物发到。